# Chambeugle
Chambeugle est une ancienne commune française, située dans le département de l'Yonne en région Bourgogne-Franche-Comté, devenue, le 1er janvier 2016, une commune déléguée de la commune nouvelle de Charny-Orée-de-Puisaye.

## Géographie
Chambeugle, commune de l'Yonne et de Bourgogne, est limitrophe du département du Loiret en région Centre. Elle se trouve au croisement de la D 16 entre Saint-Maurice-sur-Aveyron (vers Châtillon-Coligny) à l'ouest et Charny à l'est, et de la D 64 entre Marchais-Béton (vers Le Charme) au sud et Fontenouilles (vers Douchy) au nord.

### Hydrographie
Le ru du Cuivre, affluent de l'Ouanne, passe à l'est de la commune, s'écoulant du sud vers le nord. 
Le ru des Entonnoirs, petit tributaire en rive gauche du ru du Cuivre à 800 m au nord-est de Chambeugle, sert de limite de commune avec Fontenouilles. Il coule sur Fontenouilles, mais un étang sur son cours est à cheval sur les deux communes qui se le partagent plus ou moins à parts égales. 

Le ru des Entonnoirs est ainsi nommé à cause des dolines de taille notable dans les environs de son cours.

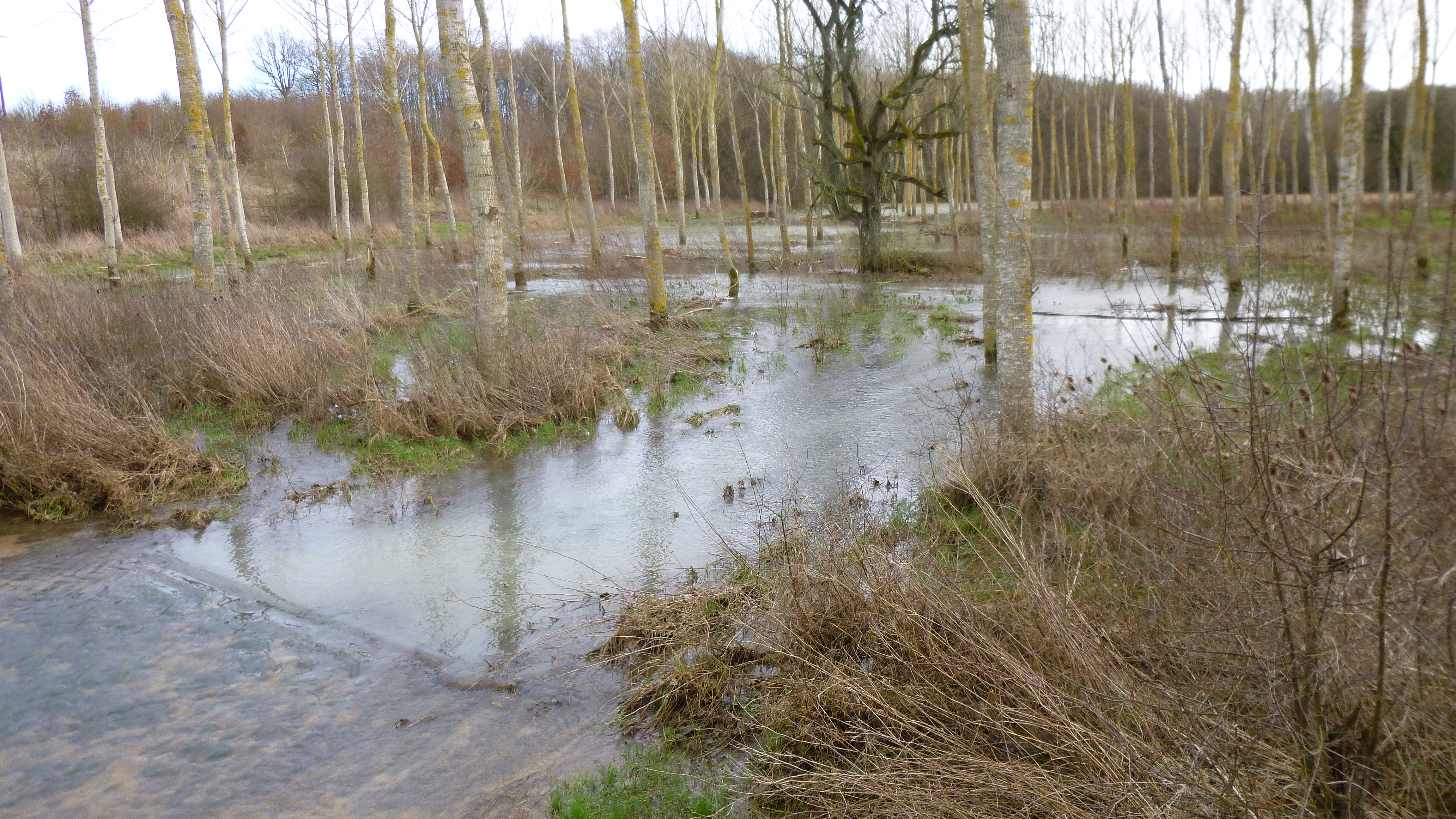
Les débordements d'hiver du ru du Cuivre le long de la D 16 vers Charny.

### Géologie
Le substrat rocheux où coule le ru du Cuivre fait partie de l'ensemble du bassin parisien, et est composé de craie avec une structure karstique. La craie marneuse du Turonien supérieur qui affleure sur les flancs de la vallée de l'Ouanne, se retrouve également au fond des entonnoirs tels que celui de la source du Moulin Blanc (sur le cours de l'Ouanne entre Charny et Saint-Martin-sur-Ouanne). Le ru du Cuivre, qui a creusé le plateau moins profondément que l'Ouanne, ne montre que la couche du Coniacien faisant partie du Sénonien inférieur : une craie dense et riche en silex, d'une épaisseur totale d'environ 50 m. La décalcification de la craie au cours du temps, a amené la formation du réseau karstique qui affleure au sud-est et sud-ouest de Chambeugle de chaque côté de la vallée du ru du Cuivre. Des alluvions plus récentes recouvrent partiellement le tout, mais de façon beaucoup plus réduite dans la vallée du ru du Cuivre que dans celles du Branlin et de l'Ouanne.
La vallée du ru du Cuivre est en conséquence marquée par la présence d'un certain nombre de dolines ou gouffres, dont les plus remarquables se trouvent au lieu-dit Les Entonnoirs mentionné ici plus haut. Les eaux du ru s'y écoulent et doivent les remplir avant de continuer à s'écouler le long de la vallée. Un effondrement de cette nature, de 6 à 7 m de diamètre pour 2 m de profondeur, s'est ouvert en 1979 à 700 m au nord-nord-est de Marchais-Béton, proche du ru du Cuivre.

### Lieux-dits et écarts
Les lieux-dits suivis d'une astérisque sont situés à l'écart de la route indiquée.
B
- Les Bernets*,          Rte de Charny (D 16)

C
- La Chevalerie,         Rte de Saint-Maurice (D 16)

F
- Les Forges*,           Rte de Marchais-Béton (D 64)
- Frécambaults,          Rte de Fontenouilles (D 64)

G
- Les Grands Garniers,   Rte de Fontenouilles (D 64)
- Les Petits Garniers,   Rte de Fontenouilles (D 64)

J
- La Justice*,           Rte de Charny (D 16)

L
- Les Lombards*,         Rte de Charny (D 16)

M
- Les Merlins,           Rte de Fontenouilles (D 64)

P
- Le Pavillon Blanc,     Rte de Saint-Maurice (D 16)

Q
- Les Quartiers*,        Rte de Charny (D 16)

R
- Les Roseaux,           Rte de Charny (D 16)

T
- La Tourmeline*,        Rte de Saint-Maurice (D 16)

## Toponymie
Le nom de la localité est attesté sous les formes Chambugle en 1394, de Campobulleyo en 1486, Campo Bubali en 1695.
De l'oïl champ et bugle (ajuga reptans). Un champ de Bugle rampante.

## Histoire

### Maison templière
Chambeugle relevait du diocèse de Sens, et était le siège d'une Maison de l’ordre du Temple qui existait déjà en 1207,. Cette Maison dépendait peut-être de celle de Montbouy, car Jean de There commandeur de la maison de Montbouy est cité lors du procès des Templiers comme ayant fait des réceptions à Chambeugle. Montbouy, Saint-Romain et Gien devinrent les trois membres de la commanderie de Chambeugle après la dévolution des biens de l'ordre du Temple puis en 1373, lors de l'enquête sur les biens hospitaliers dans le grand prieuré de France, on trouve un commandeur de la baillie de Chambeugle et Montbouy. Ce commandeur, seigneur du lieu, avait toute juridiction sur les habitants (au nombre de huit en 1495). Il administrait un domaine de 150 arpents de terres, labours, prés et bois dont le revenu en 1493 était de quatre setiers de froment et 8 livres tournois par an. Il s'élevait, en 1783, à 300 livres.
La Maison de Chambeugle était le camp de base des Templiers pour leurs exploitations de minerai de fer dans la région[réf. nécessaire]. De cette Maison dépendaient plusieurs fiefs, dont le fief du Moulin-Rouge situé sur le Branlin dans la paroisse de Saint-Martin-sur-Ouanne ; avec ses douze arpents de vigne, le fief du Moulin-Rouge (maintenant un gîte d'étape) rapportait 260 livres en 1783. Les établissements des Templiers étaient souvent qualifiés « rouge » dans leurs noms, en raison de la croix rouge des Templiers apposée sur les bâtiments.
La Maison de Chambeugle possédait aussi en dépendance la Maison de Charny, qui possédait dans ce bourg une douzaine de maisons dont une maison administrative (une des maisons jouxte une porte de la ville), une grange et des participations à un moulin. Il semble qu'elle possédait également la Grange Rouge sur la paroisse de Prunoy, car ce sont les Templiers de Chambeugle qui s'opposèrent au seigneur de Prunoy dans un procès sur un droit d'usage dans les bois de la Grange Rouge débordant sur Prunoy. Un autre procès, avec le curé de Charny, suggère qu'ils avaient aussi une part des dîmes de l'abbaye de Fontainejean.

## Politique et administration
| Période   | Période | Identité       | Étiquette | Qualité |
| --------- | ------- | -------------- | --------- | ------- |
| 1977      | 2008    | George Deslais |           |         |
| mars 2008 |         | Lionel Moreau  |           |         |

## Démographie
L'évolution du nombre d'habitants est connue à travers les recensements de la population effectués dans la commune depuis 1793. À partir du 1er janvier 2009, les populations légales des communes sont publiées annuellement dans le cadre d'un recensement qui repose désormais sur une collecte d'information annuelle, concernant successivement tous les territoires communaux au cours d'une période de cinq ans. 
Pour les communes de moins de 10 000 habitants, une enquête de recensement portant sur toute la population est réalisée tous les cinq ans, les populations légales des années intermédiaires étant quant à elles estimées par interpolation ou extrapolation. Pour la commune, le premier recensement exhaustif entrant dans le cadre du nouveau dispositif a été réalisé en 2005,.
En 2013, la commune comptait 53 habitants, en évolution de −18,46 % par rapport à 2008 (Yonne : −0,46 %, France hors Mayotte : +2,49 %).
| 1793 | 1800 | 1806 | 1821 | 1831 | 1836 | 1841 | 1846 | 1851 |
| ---- | ---- | ---- | ---- | ---- | ---- | ---- | ---- | ---- |
| 161  | 173  | 177  | 157  | 204  | 195  | 195  | 208  | 207  |

| 1856 | 1861 | 1866 | 1872 | 1876 | 1881 | 1886 | 1891 | 1896 |
| ---- | ---- | ---- | ---- | ---- | ---- | ---- | ---- | ---- |
| 212  | 218  | 198  | 195  | 191  | 185  | 201  | 216  | 179  |

| 1901 | 1906 | 1911 | 1921 | 1926 | 1931 | 1936 | 1946 | 1954 |
| ---- | ---- | ---- | ---- | ---- | ---- | ---- | ---- | ---- |
| 162  | 159  | 154  | 142  | 159  | 148  | 163  | 172  | 133  |

| 1962 | 1968 | 1975 | 1982 | 1990 | 1999 | 2005 | 2010 | 2013 |
| ---- | ---- | ---- | ---- | ---- | ---- | ---- | ---- | ---- |
| 105  | 86   | 83   | 80   | 53   | 49   | 62   | 58   | 53   |

## Culture locale et patrimoine

### Lieux et monuments

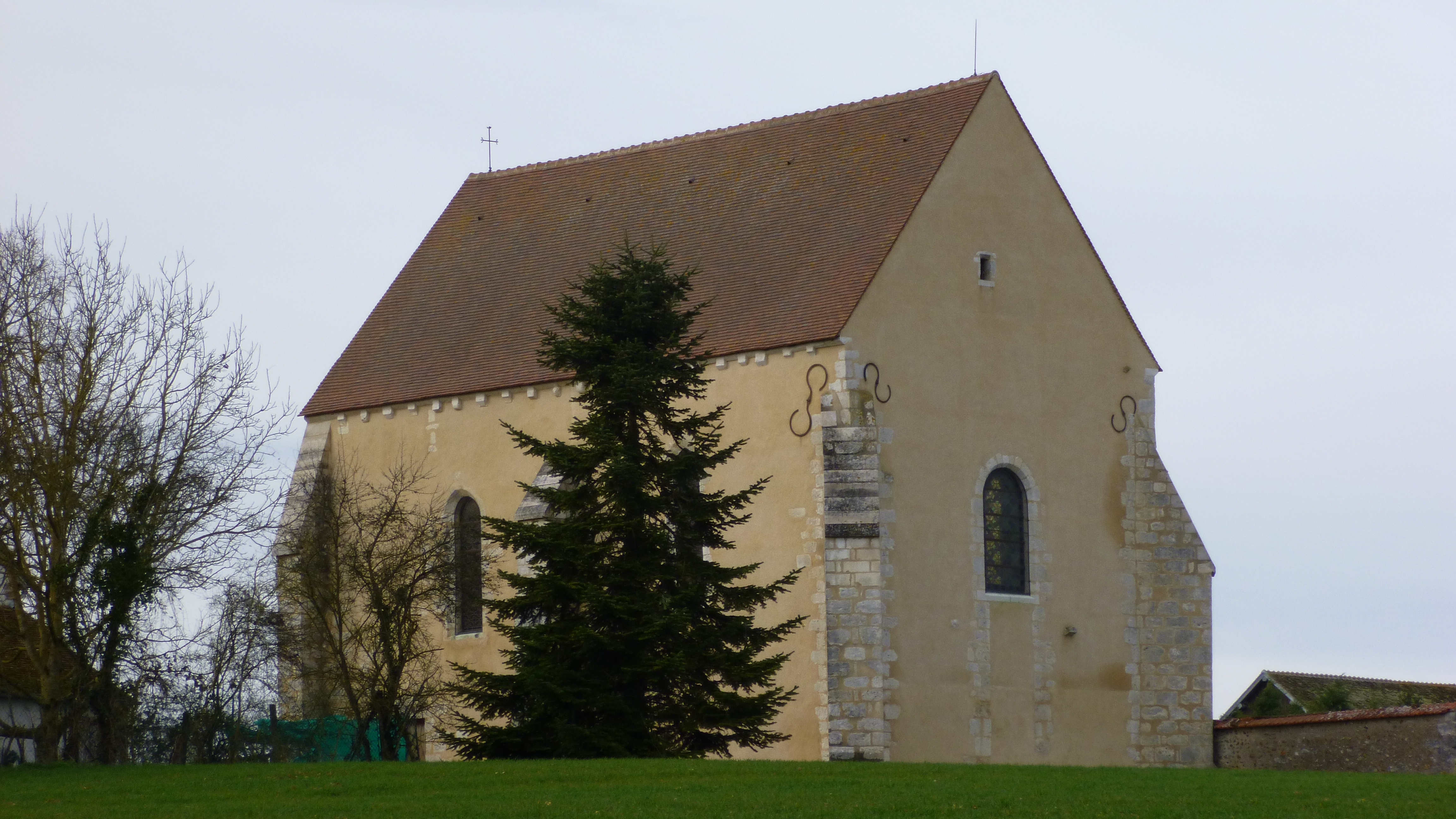
Chapelle des Templiers.

## Pour approfondir